# Pseudanophthalmus parvus
Pseudanophthalmus parvus är en skalbaggsart som beskrevs av Krekeler. Pseudanophthalmus parvus ingår i släktet Pseudanophthalmus och familjen jordlöpare. Inga underarter finns listade i Catalogue of Life.